# Tegernseer Alpenquintett
Das Tegernseer Alpenquintett (auch Das Tegernseer Alpen-Quintett) ist eine bayerische Volksmusikgruppe.
Unterstützt wird die Amateurgruppe, die sich den Profistatus erspielt hat – neben Wilhelm und Angela Wiedl –, von dem Sänger Sepp Kronwitter.

## Diskografie (Auszug)
- 1975 – Auf geht's in den Bergen
- 1976 – Auf froher Fahrt
- 1978 – Stimmung und Schwung mit dem Tegernseer Alpenquintett
- 1980 – Mit Musik durch's Oberland
- 1981 – 20 Jahre Tegernseer Alpenquintett
- 1983 – Goldene Volksmusik für alle
- 1985 – Fang den Frohsinn ein
- 1985 – Heut gibt's an Gaudi
- 1986 – Im Gebirg, da bin i zu Haus
- 1987 – Freu Dich am Leben
- 1989 – Wir laden ein zum Fröhlichsein
- 1989 – Bei uns in Oberbayern
- 1990 – Drum woll'n wir heute feiern
- 1991 – Schenk mir Blumen jeden Tag
- 1994 – Schönes Alpenland
- 1994 – Eine fröhliche Reise
- 1997 – Schön is´ unser Bayernland
- 1997 – Schenk mir Blumen jeden Tag (Neuauflage)